# Hala Łuczniczka
La Hala Łuczniczka è un'arena coperta di Bydgoszcz, in Polonia.

## Storia e descrizione
I lavori di costruzione del palazzetto sono iniziati nel 2001 per terminare l'anno successivo, con l'inaugurazione avvenuta l'11 ottobre; il principale utilizzo è per le gare di pallavolo e pallacanestro: al suo interno infatti disputano le partite casalinghe il Visła Bydgoszcz, il Pałac Bydgoszcz e il Klub Koszykówki Astoria Bydgoszcz, disponendo di un campo di cinquantotto metri per trentotto. Il palazzetto inoltre ospita una sala da bowling, un ristorante, un centro fitness ed un centro psicologico, mentre esternamente si completa con un parcheggio per auto e pullman, un parco giochi, un campo da tennis e da tiro con l'arco. Trovandosi nelle vicinanze del fiume Brda, vengono promossi anche eventi all'aperto come giri in barca, percorsi di trekking ed in mountain bike.
Tra i vari eventi ospitati nella Hala Łuczniczka gare in diverse edizioni della World League di pallavolo, del campionato europeo femminile di pallavolo 2009, del campionato mondiale maschile di pallavolo 2014, del campionato europeo di pallacanestro maschile 2009 e del campionato europeo di pallacanestro femminile 2011; ha anche ospitato gare della nazionale polacca di pallamano ed incontri della Fed Cup 2010, oltre ad eventi musicali.